# Buřňák lední
Buřnák lední (Fulmarus glacialis) je vysoce početný mořský pták z čeledi buřňákovitých, který obývá severní oblasti Atlantského a Tichého oceánu. Vyskytuje se ve třech morfách s variabilním opeřením od bílé a stříbřité přes šedavou po tmavě modrou. Celková populace druhu se odhaduje až na 20 milionů jedinců.  

## Systematika a výskyt
Buřňáka ledního popsal Carl Linné v roce 1761 ve druhém vydání své knihy Fauna Svecica. Linné druh zařadil do rodu Procellaria a vytvořil tak druhové jméno Procellaria glacialis. Linné svůj popis založil na popisu a ilustraci ptáka Mallemucke, které vytvořil německý přírodovědec Friderich Martens již v roce 1675 na základě jeho pozorování během cesty na Špicberky. Druhové jméno glacialis pochází z latiny, ve které znamená lední. Rozeznávají se 3 poddruhy:
- F. g. glacialis (Linnaeus, 1761) − nominátní poddruh, hnízdní v severní části arktické oblasti Atlantiku včetně severovýchodní Kanady, severního Grónska, Špicberků a Země Františka Josefa;
- F. g. auduboni Bonaparte, 1857 −  hnízdní v jižní části arktické oblasti Atlantiku od jihovýchodní Kanady přes jižní Grónsko po Island a severní Evropu;
- F. g. rodgersii Cassin, 1862 − hnízdí na pobřeží východní Sibiře a podél Aljašského poloostrova.

Raritně se buřňáci lední zatoulají i do evropského vnitrozemí včetně Německa nebo Polska.

### Výskyt v Česku
Zcela výjimečně byl buřňák lední zaznamenán i na území Česka. Ověřené záznamy pochází z let 1890, 1903/1906, 1930, 1955 a 1962.

## Popis

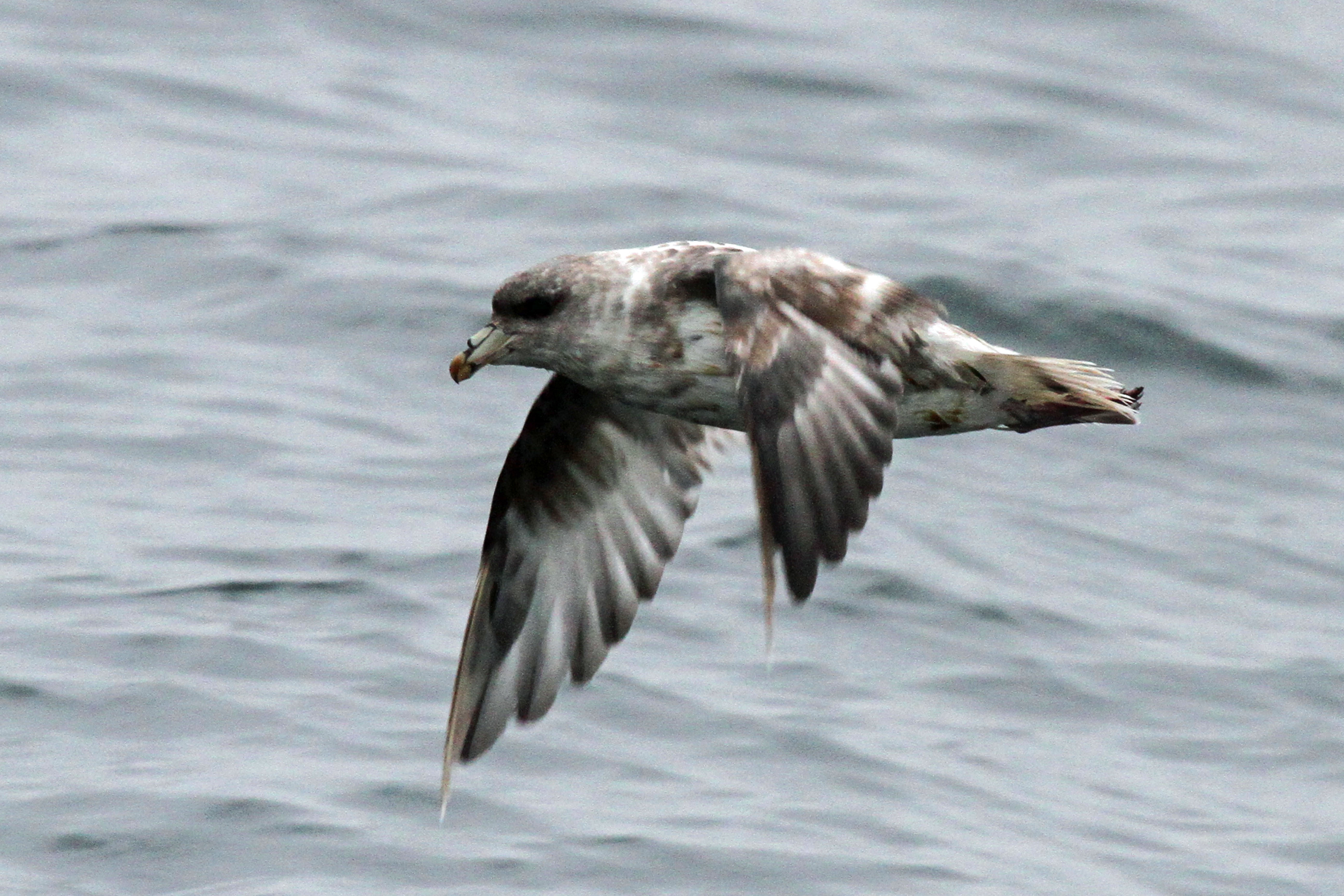
Buřňák lední v letu

Délka těla se pohybuje kolem 48 cm, rozpětí křídel je kolem 105 cm. Hlava je velká, krk velmi silný, žlutošedý zobák krátký. Buřnák lední se vyskytuje ve třech morfách: světlé, tmavé a „modré“, která je někde mezi světlou a tmavou morfou. Jednotlivé morfy navíc mohou mít opeření zbarvené různými odstíny, takže variabilita opeření je obrovská. Častá je světlá morfa, kdy je hlava bílá s černou tečkou v koutku oka, svrchní část těla je jinak světle šedá a spodina bílá. Tmavá morfa je shora tmavošedá s o něco světlejší spodinou. V severní části areálu výskytu se vyskytují i tmavě modře zbarvení jedinci.

## Biologie
Jedná o značně společenského ptáka, který se sdružuje do hejn hlavně v době hnízdění, při hřadování a u potravních zdrojů. Mohutná hejna se často volně mísí s jinými mořskými ptáky. Buřňák lední s oblibou následuje rybářské lodě a v severním Pacifiku se dokonce jedná o nejčastějšího ptáka za mořskými loděmi. Živí se korýši, rybami a hlavonožci, které nezřídka sbírá za rybářskými loděmi, ze kterých rybáři vyhazují nechtěně ulovené živočichy nebo zbytky. Potravu sbírá z hladiny, občas se může i potopit do mělčích hloubek do 4 m. Hlasově se projevuje hrdelními klapavými tóny, které se ke konci zintenzivňují.

### Hnízdění

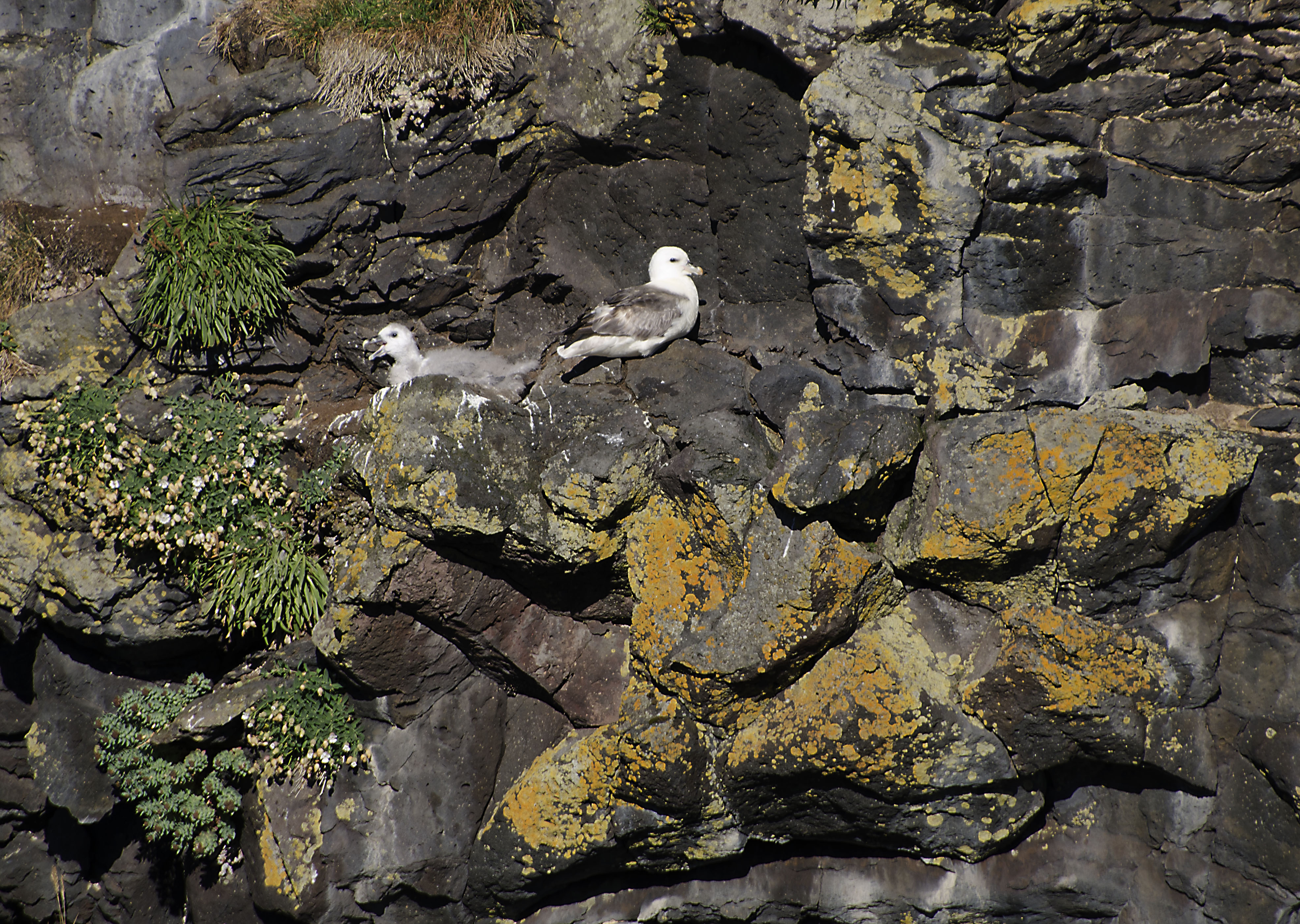
Mládě a dospělec na hnízdě

Buřňák lední tráví většinu života na moři a na souš přilétá pouze za účelem hnízdění. Hnízdní habitat tvoří okraje skalnatých útesů porostlých trávou, v některých oblastech jako jsou Britské ostrovy hnízdí i na písečných dunách nebo dokonce na střechách domů a na stromech. Hnízdí v koloniích od několika po tisíce párů. Jedná se o monogamní druh vytvářející celoživotní partnerské pouto. Po příletu na hnízdo se pár vítá ritualizovanými zdravicemi zahrnující natahování a vrtění krky za vydávaní kdákavých zvuků. Dojde ke kopulaci a pár se rozletí na moře za potravou; zejména samice se potřebuje vydatně nakrmit, protože produkce vejce je energeticky vysoce náročná. Hnízdo představuje důlek vystlaný oblázky nebo vegetací. Samice snáší pouze jedno velké bílé vejce. Buřňáci lední mají střídavou partnerskou péči, první inkubační směnu si bere samec, načež se samice rozletí na moře vydatně se nakrmit, aby později přiletěla zpět vystřídat partnera.
Potravu v době hnízdění sbírají typicky nedaleko kolonie, avšak mohou se rozletět až do 1000 km vzdálených končin. Doba inkubace se pohybuje kolem 49−53 dní. Rodiče potomka krmí regurgitací potravy po dobu kolem 46−51 dní, načež dochází k prvnímu letu. Mláďata se rozletí na moře, k prvnímu zahnízdění dochází až ve věku 6−12 let. Může se dožít až 60 let.

## Ohrožení a početnost

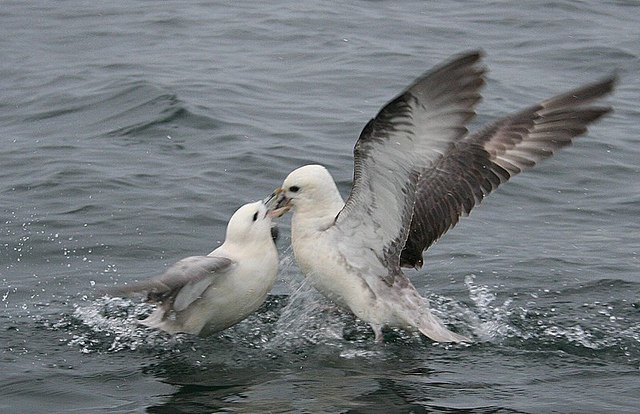
Interakce buřnáků ledních na moři

Globální početnost druhu je extrémně vysoká, stejně jako geografický areál výskytu druhu. Buřňáka ledního nic akutně neohrožuje, jeho populace stoupá a Mezinárodní svaz ochrany přírody jej tak hodnotí jako málo dotčený druh. Místní hrozbu nicméně představují invazivní druhy savců jako jsou krysy, kočky domácí nebo lišky obecné. Podobně jako řada jiných trubkonosých, i u buřňáka ledního nastává častá úmrtnost následkem interakce s rybářským náčiním komerčních rybářů, především těch lovících na dlouhé lovné šňůry ale i tralovacími loděmi a jejich sítěmi. V řadě oblastí buřňáci umírají následkem požití plastů. Hlavně v minulosti byl buřňák často loven lidmi na maso, k čemuž stále dochází na Aljašce, Islandu, Špicberkách, Faerských ostrovech a v Grónsku. Žádná ze zmíněných hrozeb nicméně nemá výrazný vliv na globální početnost.
Celková populace se odhaduje na 20 milionů jedinců neboli 7 milionů dospělců. U buřňáka ledního bylo od počátku 18. století zaznamenáno výrazné rozšíření populace, které bývá dáváno do souvislosti s jeho zvykem následovat lodě.